# الیاس پاکدل
الیاس پاکدل (زاده ۱۳ شهریور ۱۳۷۵) جودوکار و کوراش‌کار اهل ایران است. وی علاوه بر چندین قهرمانی در کشور، در سال ۱۳۹۳ به اردوی تیم ملی نوجوانان جودو و در سال ۱۳۹۷ به اردوی تیم ملی بزرگسالان کوراش دعوت شد. از افتخارات وی می‌توان به کسب مدال طلا در در مسابقات قهرمانی بزرگسالان کوراش جهان ۲۰۲۲ اشاره کرد.

## افتخارات
الیاس پاکدل ۶ سال عضو تیم ملی جودو و کوراش بوده است. وی در سال ۲۰۲۲ در مسابقات قهرمانی بزرگسالان کوراش جهان هندوستان به مدال طلا دست یافت؛ در همان سال در مسابقات قهرمانی بزرگسالان آسیا تاجیکستان نیز مجدداً موفق به کسب مدال طلا شد. در سال ۲۰۲۳ در مسابقات قهرمانی بزرگسالان آسیا هانگژو چین مدال طلا را کسب کرد. در سال ۲۰۲۴ در مسابقات قهرمانی بزرگسالان کوراش آسیا تهران صاحب گردن آویز طلا شد؛ وی همچنین در سال‌های ۲۰۲۳ و ۲۰۲۴ در دو تورنمنت آسیایی و جهانی کشتین‌گیری تاجیکستان به دو عنوان سومی بسنده کرد و صاحب گردن آویز دو برنز شد.

## تورنمنت‌ها
- مسابقات قهرمانی بزرگسالان کوراش جهان کوراش ترکیه در سال ۲۰۱۷[۱۸]
- مسابقات المپیک هنرهای رزمی کوراش در سال ۲۰۱۹
- مسابقات قهرمانی بزرگسالان کوراش جهان هندوستان در سال ۲۰۲۲[۱۹]
- مسابقات قهرمانی بزرگسالان کوراش آسیا تاجیکستان در سال ۲۰۲۲
- مسابقات قهرمانی بزرگسالان کوراش آسیا هانگژو چین در سال ۲۰۲۳
- مسابقات قهرمانی بزرگسالان کوراش جهان ترکمنستان در سال ۲۰۲۳[۲۰]
- مسابقات قهرمانی بزرگسالان کوراش آسیا تهران در سال ۲۰۲۴[۲۱]
- مسابقات آسیایی کشتین‌گیری تاجیکستان در سال ۲۰۲۳
- مسابقات جهانی کشتین‌گیری تاجیکستان در سال ۲۰۲۴[۲۲]
- مسابقات جودو کارگران کشور[۲۳]
- مسابقات قهرمانی کشور[۲۴]